# Turtle Foundation
Die Turtle Foundation ist ein internationaler Verbund von eng zusammenarbeitenden gemeinnützigen Organisationen zum Schutz der Meeresschildkröten und ihrer Lebensräume. Die Turtle Foundation ist in erster Linie operativ tätig und unterhält derzeit zwei Schutzprojekte für Meeresschildkröten in Indonesien und in der Republik Kap Verde. Zusätzlich zum direkten Schutz der Niststrände vor Wilderei durch örtlich angeheuerte Ranger und durch freiwillige Helfer führt die Turtle Foundation begleitende Maßnahmen durch wie lokale und internationale Aufklärungsarbeit, Umweltbildung und Hilfe für die einheimische Bevölkerung in den Projektgebieten.

## Organisation
Die Stiftung besteht aus sieben nationalen Einrichtungen, die in ihren Ländern als nichtstaatliche, gemeinnützige und steuerbefreite Organisationen nach örtlich geltendem Recht registriert sind: Turtle Foundation Deutschland (seit 2000; Sitz: Köln, Status: rechtsfähige Stiftung bürgerlichen Rechts), Turtle Foundation Schweiz (seit 2006; Sitz: Buchs, Status: Stiftung), Turtle Foundation USA (seit 2006; Sitz: Bellingham WA; Status: gemeinnützige Organisation nach 501(c)(3)), Turtle Foundation Kap Verde (seit 2012; lokaler Name: Fundação Tartaruga Cabo Verde; Sitz: Sal Rei, Boavista, Status: gemeinnützige Organisation nach kapverdischem Recht), Turtle Foundation Liechtenstein (seit 2014; Sitz: Vaduz; Status: Stiftung), Turtle Foundation Indonesien (seit 2018; lokaler Name: Yayasan Penyu Indonesia; Sitz: Tanjung Redeb, Borneo, Provinz Ost-Kalimantan, Distrikt Berau, Status: gemeinnützige Organisation nach indonesischem Recht) und Turtle Foundation UK (seit 2019). Die Tätigkeiten der einzelnen Organisationen werden zu einem Teil gemeinsam über die internationale Geschäftsstelle in Köln verwaltet.

## Förderverein
Der Förderverein wurde zunächst 2009 in Münsing als Turtle Foundation Förderverein e. V. gegründet. Seit seiner Umbenennung in Turtle Foundation Friends – Förderverein zum Schutz der Meeresschildkröten e.V. im Jahr 2015 befindet sich der Vereinssitz in Oberreifenberg. Zweck des Vereins ist die Förderung des Arten- und Tierschutzes, insbesondere von Meeresschildkröten, durch die Beschaffung von Mitteln durch Mitgliedsbeiträge, Spenden, Erlöse aus Veranstaltungen etc. für die Verwirklichung der Ziele der Turtle Foundation.

## Geschichte
Die Schweizer Mitbegründer Christine Zindel und Frank Zindel erlebten während eines Tauchurlaubs auf der indonesischen Koralleninsel Sangalaki vor Ost-Borneo den professionell organisierten Raubbau an den Nestern der gefährdeten Grünen Meeresschildkröte. Kurz danach sahen sie den Dokumentarfilm „Wanderer in den Weltmeeren“, in dem genau diese Vorgänge auf Sangalaki thematisiert wurden, und kontaktierten den Autor des Filmes Eberhard Meyer. Zusammen mit ihm, der indonesienkundigen Ethnologin Hiltrud Cordes und weiteren Mitgliedern gründeten sie im März 2000 in Deutschland die Treuhandstiftung „Schildkröten-Stiftung – Turtle Foundation“. Durch intensive Verhandlungen mit der lokalen Regierung und Öffentlichkeitsarbeit konnte die Turtle Foundation erstmals Sammelquota für Schildkröteneier auf Sangalaki erwirken. Ab Januar 2002 wurde schließlich auf Sangalaki ein komplettes Verbot des Eiersammelns erzielt sowie eine Schutzstation in Betrieb genommen, von der aus einheimische Ranger die Einhaltung des Sammelverbotes ganzjährig überwachten. Im Jahr 2008 wurde ein weiteres Schutzprojekt für durch Wilderei massiv bedrohte nistende Unechte Karettschildkröten auf der Insel Boavista in der Republik Kap Verde gestartet. Seit 2006 wurden zusätzlich zur deutschen Turtle Foundation fünf weitere nationale Organisationen gegründet. Im Jahr 2015 wurde die Turtle Foundation Liechtenstein mit dem Binding-Preis für Natur- und Umweltschutz ausgezeichnet.

## Aufgaben und Ziele
Ziel ist es, die drohende Ausrottung der Meeresschildkröten aufzuhalten, die Populationen langfristig wieder auf ein gesundes Maß heranwachsen zu lassen, und nicht artgerechte, quälerische Handlungen an Meeresschildkröten zu beenden. Die Turtle Foundation fördert die Nachhaltigkeit ihrer Schutzprojekte durch begleitende Umweltbildungsmaßnahmen und Programme zur Schaffung alternativer Einkommensmöglichkeiten für die lokale Bevölkerung in Hinblick auf eine naturverträgliche und nachhaltige Nutzung der Lebensräume von Küste und Meer.

## Projekte

### Derawan-Archipel, Ost-Borneo, Indonesien
Im Derawan-Archipel vor Ost-Borneo (indonesische Provinz Ost-Kalimantan, Regierungsbezirk Berau) befindet sich das weltweit achtgrößte und Indonesiens größtes Nistgebiet Grüner Meeresschildkröten. Nach den Anfängen auf Sangalaki schützten durch die Turtle Foundation finanzierte und ausgebildete einheimische Ranger von Januar 2008 bis Oktober 2012 drei wichtige Nistinseln des Archipels (Sangalaki, Bilang-Bilangan, Mataha) vor Eierdieben. Seit das Projekt auf Sangalaki im Oktober 2012 von der örtlichen Naturschutzbehörde übernommen wurde, beschränkt sich die operative Tätigkeit der Turtle Foundation auf die Inseln Bilang-Bilangan und Mataha, auf denen etwa 50 % der jährlichen Nistaktivität der Grünen Meeresschildkröte im Derawan-Archipel stattfindet. Seit 2014 setzt sich die Turtle Foundation im Berau-Distrikt auch für den Schutz der vom Aussterben bedrohten und wegen ihres Schildpatts bejagten Echten Karettschildkröte ein. Zusammen mit lokalen Partnern führt die Turtle Foundation in der Region Umweltbildungs- und Aufklärungsprojekte durch.

### Sipora, West-Sumatra, Indonesien
Auf der Mentawai-Insel Sipora vor West-Sumatra wurde im Jahr 2017 eine der Außenwelt bislang unbekannte Nistpopulation der Lederschildkröte entdeckt. Die dort nistenden Tiere gehören zur Lederschildkröten-Subpopulation des nordöstlichen Indischen Ozeans, die wahrscheinlich vom Aussterben bedroht ist. Allerdings werden die Eier als auch die nistenden Tiere selbst regelmäßig von Teilen der einheimischen Bevölkerung konsumiert. Seit der Entdeckung des Niststrandes betreibt die Turtle Foundation am Strand von Buggeisiata auf Sipora in Zusammenarbeit mit der Bevölkerung ein kombiniertes Strandschutz- und Gemeindeentwicklungsprojekt.

### Boa Vista, Republik Kap Verde
Die Kapverdischen Inseln vor der Küste West-Afrikas beherbergen die weltweit drittgrößte Nistpopulation der gefährdeten Unechten Karettschildkröte, wobei ein großer Teil der gesamten Nistaktivität auf Boavista stattfindet. Die Population gilt als stark gefährdet und zählt zu den elf weltweit am stärksten bedrohten Meeresschildkröten-Populationen. An den Stränden Boavistas findet erhebliche Wilderei auf Schildkrötenweibchen, die dort jährlich zwischen Juni und Ende Oktober zum Nisten an die Strände kommen, ihres Fleisches wegen statt. Nachdem allein im Jahr 2007 etwa 1.200 getötete Schildkröten an den Stränden Boavistas gezählt wurden, errichtete die Turtle Foundation im Jahr 2008 mit Unterstützung von kapverdischer Regierung und Militär im Osten der Insel eine Feldstation zur Bewachung eines besonders gefährdeten Strandabschnittes, wodurch dort die Wilderei um 90 % im Vergleich zum Vorjahr gesenkt werden konnte. Das Projekt wurde in den folgenden Jahren zunehmend ausgeweitet und umfasst mittlerweile (2017) insgesamt fünf temporäre Feldstationen und über 30 zur Nistsaison jede Nacht patrouillierte Strandkilometer im Nordwesten, Nordosten und Südosten Boavistas. Die nächtlichen Patrouillengänge werden durch angestellte kapverdische Ranger sowie lokale und internationale Freiwillige geleistet. Weitere Strandabschnitte der Insel werden von durch die Turtle Foundation finanzierten gemeindebasierten Projekten geschützt. Neben den direkten Schutzmaßnahmen führt die Turtle Foundation auf Boavista Projekte zur Öffentlichkeitsarbeit, Schaffung alternativer Einkommensmöglichkeiten und Umweltbildung durch. Für einheimische Kinder und Jugendliche werden jährlich mehrmals Bildungsaufenthalte in den Feldstationen der Turtle Foundation veranstaltet („Schule in der Natur“).

## Finanzierung
Die Turtle Foundation finanziert ihre Projekte zum größten Teil über Förderstiftungen, aber auch über staatliche Geldgeber, Unternehmensspender und private Spender. Im Geschäftsjahr 2017/2018 betrugen die Gesamtausgaben der Turtle Foundation 707.290 €, von denen nach Abzug administrativer Kosten 625.115 € (88 Prozent) in die Schutzprojekte geflossen sind.